# Élections législatives de 1946 en Saône-et-Loire
Les élections législatives françaises de 1946 se tiennent le 10 novembre. Ce sont les premières élections législatives de la Quatrième république, après l'adoption lors du référendum du 13 octobre d'une nouvelle constitution.

## Mode de scrutin
L'Assemblée nationale est composée de 618 sièges pourvus au scrutin proportionnel plurinominal suivant la règle de la plus forte moyenne dans le cadre départemental, sans panachage. 
Le vote préférentiel est admis, en inscrivant un numéro d'ordre en face du nom d'un, de plusieurs ou de tous les candidats de la liste. Mais l'ordre ne pourra être modifié que si au moins la moitié des suffrages portés sur la liste est numéroté. Dans les faits les modifications ne dépasseront jamais les 7%.
Dans le département de Saône-et-Loire, sept députés sont à élire, soit un de plus que lors des élections aux constituantes d'octobre 1945 et de juin 1946.

## Élus
| Député sortant           | Parti | Parti   | Député élu ou réélu      | Parti | Parti   |
| ------------------------ | ----- | ------- | ------------------------ | ----- | ------- |
| Waldeck Rochet           |       | PCF     | Waldeck Rochet           |       | PCF     |
| François Mercier         |       | PCF     | Rémy Boutavant           |       | PCF     |
| Pierre Mazuez            |       | SFIO    | Pierre Mazuez            |       | SFIO    |
| Roger Devemy             |       | MRP     | Roger Devemy             |       | MRP     |
| Paul Devinat             |       | Rad-soc | Paul Devinat             |       | Rad-soc |
| Patrice Bougrain-Dubourg |       | RI      | Patrice Bougrain-Dubourg |       | RI      |
| Siège créé               |       |         | André Moynet             |       | RI      |

## Résultats

### Résultats à l'échelle du département
| Parti    | Parti     | Tête de liste            | Résultats | Résultats | Sièges |  |
| Parti    | Parti     | Tête de liste            | Voix      | %         |        |  |
| -------- | --------- | ------------------------ | --------- | --------- | ------ |  |
|          | PCF       | Waldeck Rochet           | 76 843    | 32,42     | 2      |  |
|          | RI-Gaull. | Patrice Bougrain-Dubourg | 64 450    | 27,19     | 2 1    |  |
|          | SFIO      | Pierre Mazuez            | 37 367    | 15,76     | 1      |  |
|          | MRP       | Roger Devemy             | 32 384    | 13,66     | 1      |  |
|          | RGR       | Paul Devinat             | 26 006    | 10,97     | 1      |  |
|          |           |                          |           |           |        |  |
| Inscrits | Inscrits  | Inscrits                 | 328 964   | 100,00    | 7 1    |  |
| Votants  | Votants   | Votants                  | 240 616   | 73,14     |        |  |
| Exprimés | Exprimés  | Exprimés                 | 237 050   | 98,52     |        |  |